# Ilse Buck

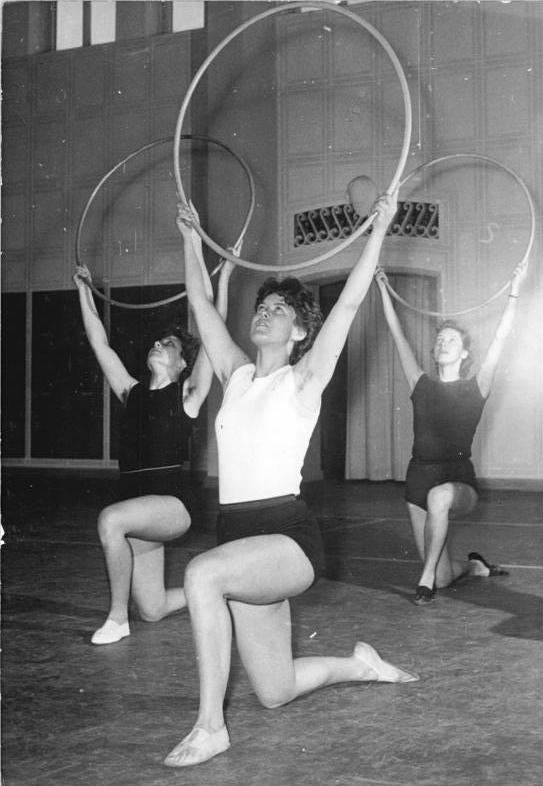
Ilse Buck

Ilse Auguste Leopoldine Buck (* 11. Mai 1923 in Linz; † 1. April 2012 in Wien) war eine österreichische Gymnastiklehrerin, Radiomoderatorin und Autorin.

## Leben
Ilse Buck studierte Sport in Wien und Berlin und war staatlich geprüfte Turn-, Sport- und Gymnastiklehrerin.
Als Moderatorin bei den ORF-Radiosendern Ö3, Ö2 (vorher Ö Regional) und Ö1 präsentierte sie 1965–1998 jeden Morgen in der Sendung Fit mach mit bzw. Morgengymnastik mit Ilse Buck isometrische Turnübungen. Ihr Bekanntheitsgrad wurde so groß, dass sie als Vorturnerin der Nation bezeichnet wurde. Auch im Bayerischen Rundfunk hatte sie eine Sendung. Ihre ORF-Sendung wurde 1998 ohne ihr Zutun beendet. Während der durch die COVID-19-Pandemie bedingten Ausgangsbeschränkungen wurde die Morgengymnastik mit Ilse Buck im Frühjahr 2020 wieder täglich auf Ö1 gesendet.
Im Rahmen von Soroptimist International engagierte sich Ilse Buck für die Gleichstellung der Frau, 1977–1979 stand sie dem Club Wien I als Präsidentin vor.
Bis ins hohe Alter schrieb Buck Bücher über Trainingsmethoden für den Alltag. Sie wurde vom Unterrichtsministerium mit dem Berufstitel Professor ausgezeichnet. Ilse Bucks Urne wurde am 3. Mai 2012 auf dem an die Feuerhalle Simmering angrenzenden Friedhofsareal in einem Rasengrab (Abteilung 7, Ring 3, Gruppe 11, Nummer 182) beigesetzt.
Im Jahr 2018 wurde in Wien-Donaustadt (22. Bezirk) in der Seestadt Aspern die Ilse-Buck-Straße nach ihr benannt.

## Werke
- Jung, schlank, gesund durch Isometrik. Frick, Wien 1970
- Gesund und schlank durch Isometrik. Kremayr & Scheriau, Wien 1973, ISBN 3-218-00256-7
- Fit bleiben im Beruf. Ausgleichsgymnastik nach arbeitsmedizinischen Grundsätzen. Kremayr & Scheriau, Wien 1980, ISBN 3-218-00336-9
- Bauch Rein, Brust Raus! Trimm Dich munter!, Domino-Verlag Brinek, München 1973
- So bleiben Sie länger fit! Gesundheit und Beweglichkeit bis ins hohe Alter. Verlag Ueberreuter, Wien 2004, ISBN 3-8000-7015-4[3]